# Monastero del Corpus Domini (Bologna)
Il monastero del Corpus Domini è un complesso claustrale che sorge a Bologna, in via Tagliapietre. È affiancato dal Santuario della Santa.

## Storia
Venne fondato il 22 luglio 1456 da Caterina de' Vigri (1413-1463) ed è il primo monastero di clarisse della città. Il santuario è stato costruito tra il 1477 e il 1480 da Nicolò Marchionne da Firenze e Francesco Fucci da Dozza, mentre il monastero prese il posto del preesistente monastero di San Cristoforo delle Muratelle, databile intorno al 1300 e donato dal cardinale Bessarione alla santa e alle consorelle.  
Nel 1687 l'architetto Giovanni Giacomo Monti fece ristrutturare la chiesa, ingrandendola e alzando le volte. Fece anche decorare l'interno in stile barocco con pitture di Marcantonio Franceschini e Francesco Monti e con interventi in stucco di Giuseppe Maria Mazza.  Lavorarono alle decorazioni anche anche Enrico Haffner e Luigi Quaini.
Con l'arrivo delle truppe francesi al seguito di Napoleone, l'ordine delle Clarisse venne soppresso, la chiesa sconsacrata e il monastero confiscato. Le religiose fecero ritorno nel 1816, a seguito della Restaurazione, mentre parte del monastero venne adibito a caserma dal generale Enrico Cialdini. Nel 1905, grazie all'interessamento di Alfonso Rubbiani e del Comitato per Bologna storico-artistica, venne eseguito il restauro della facciata della chiesa.
Il 5 ottobre 1943, durante la seconda guerra mondiale, la chiesa e il monastero vennero colpite dai bombardamenti alleati, a causa della vicinanza della caserma Cialdini, considerata obiettivo militare. Le volte della navata e parte dei muri che la reggevano vennero distrutte, devastando le decorazioni barocche. Anche il portale in cotto venne frantumato.
L'aspetto attuale del santuario si deve al pronto restauro del 1949 da parte della Sovrintendenza ai Monumenti. Il portale venne ricomposto dallo scultore Giovanni Vicini.
Dal 2023 il monastero ha sospeso la propria funzione e le ultime monache di clausura sono state trasferite in un'altra struttura.

## Descrizione

### Santuario

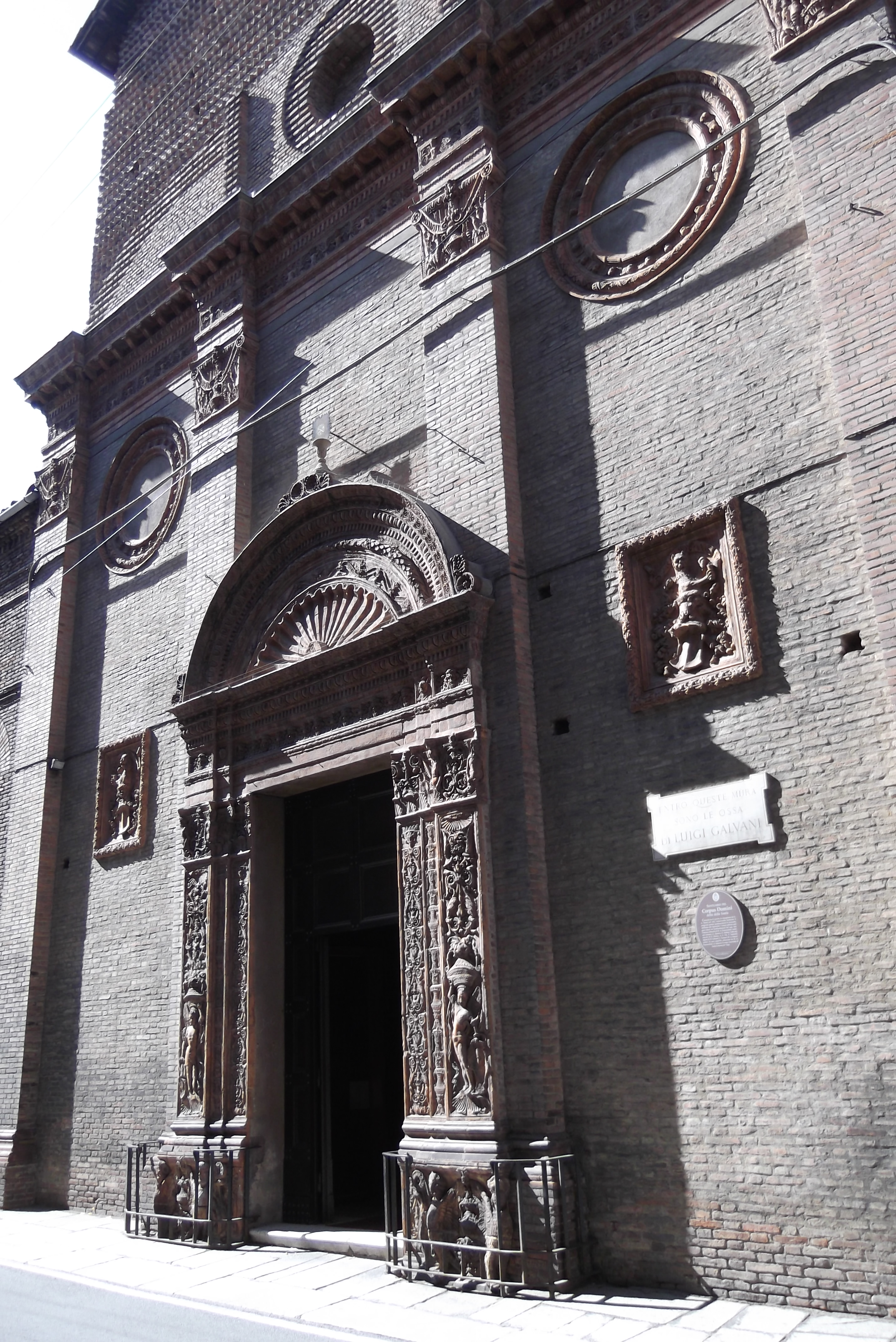
Portale in cotto e facciata in mattone della chiesa

L'edificio del santuario, a croce latina, è a navata unica e presenta alcune cappelle laterali di rilievo.
Presenta una bella facciata rinascimentale in cotto (attribuita a Sperandio da Mantova) rimasta intatta mentre il resto dell'edificio è stato seriamente danneggiato dagli eventi bellici della Seconda guerra mondiale, per essere poi ricostruito. Sulla porta d'ingresso è posta l'urna con i resti della beata Giovanna Lambertini, consorella di santa Caterina de' Vigri, mentre all'ingresso della sala a fianco è presente un'urna con i resti della clarissa Paola Mezzavacca.
Al centro della navata vi è la lapide di Laura Bassi, qui sepolta.

#### Museo della Santa

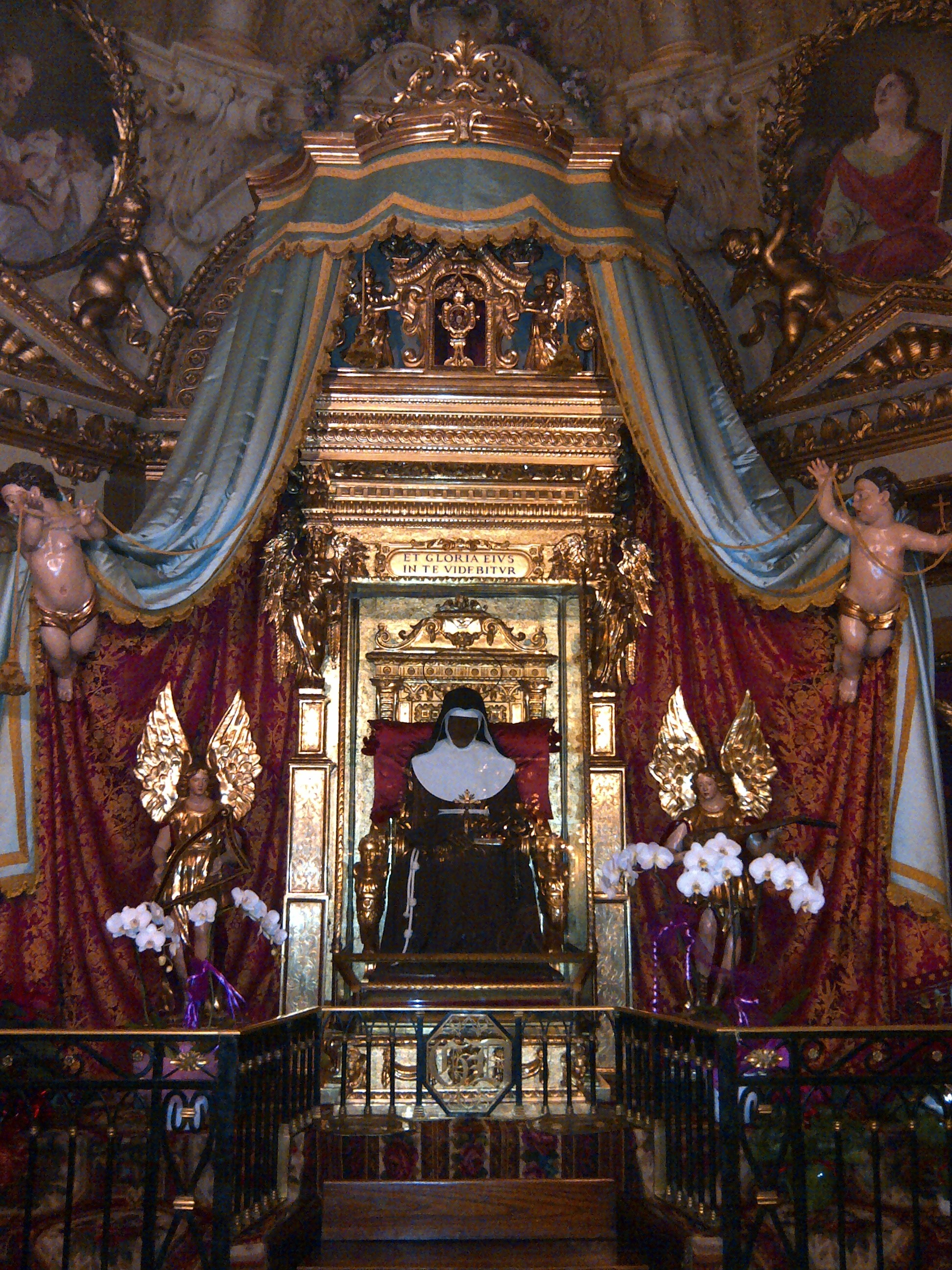
Il corpo di Santa Caterina da Bologna all'interno della chiesa del Corpus Domini

Dalla seconda cappella a sinistra della navata della chiesa è possibile accedere al museo dove è conservato il corpo seduto e incorrotto di santa Caterina de' Vigri e alcuni suoi manoscritti di alcune opere: Sette armi necessarie alla battaglia spirituale, I dodici giardini, Il rosarium, I sermoni, Laudi', Trattati e Lettere. Sulla parete di sinistra è presente un reliquiario con il dipinto della Madonna del Pomo attribuito al pennello della Santa. Ad essa è attribuita anche l'immagine ad acquerello di un Bambino Gesù che veniva portata per devozione ai malati.
La cella che ospita il museo risale al 1680 e vi si trovano anche alcuni dipinti del Franceschini come la Gloria d'angeli nel catino e gli Evangelisti nei medaglioni. Inoltre sono presenti decorazioni floreali di Giovanni Haffner, le riquadrature del Quaini e i putti in stucco di Mazza. Sulla parete di destra, di fronte alla Madonna del Pomo, è esposta una giga.
Il museo venne ideato dal Cardinale Giorgio Gusmini e fu inaugurato l'8 marzo 1919.

#### Cappella Galvani
Nella Cappella Galvani, a sinistra della navata, sono sepolti gli scienziati Luigi Galvani e Lucia Galeazzi Galvani. La cappella è caratterizzata da un grande crocefisso in stucco, opera di Alfonso Bortolotti del 1957. Le sculture di Angelo Piò sono scomparse durante la guerra. In alto, il dipinto della Prudenza del Franceschini e sulla parete la Sapienza.

### Monastero
Le religiose che abitano il monastero hanno come forma di vita la Regola di Santa Chiara ed emettono i voti di castità, povertà, obbedienza e clausura.